# Calandrella
Calandrella ist eine Vogelgattung aus der Familie der Lerchen (Alaudidae). Eine deutsche Bezeichnung hat sich für diese Gattung bislang nicht eingebürgert. Die Zuordnung einzelner Arten zu dieser Gattung ist aktuell unter Revision.

## Merkmale
Die Arten der Gattung Calandrella sind kleine bis mittelgroße Lerchen. Die Schnäbel sind kräftiger und kegelförmiger als bei den Gattungen Alauda und Lullula. Die Nasenlöcher sind mit kleinen Federchen bedeckt. Zu den kennzeichnenden Merkmalen der Art gehört der Bau der Flügel: Die Flügel laufen spitzer aus als bei der Gattung Mirafra. Die zehnte (innerste) Handschwinge ist kleiner als einen Zentimeter und kaum sichtbar. In älterer Literatur findet man daher gelegentlich den Hinweis, dass die Gattung nur neun Handschwingen habe. Die Hinterkralle ist nur geringfügig länger als die Hinterzehe.

## Arten

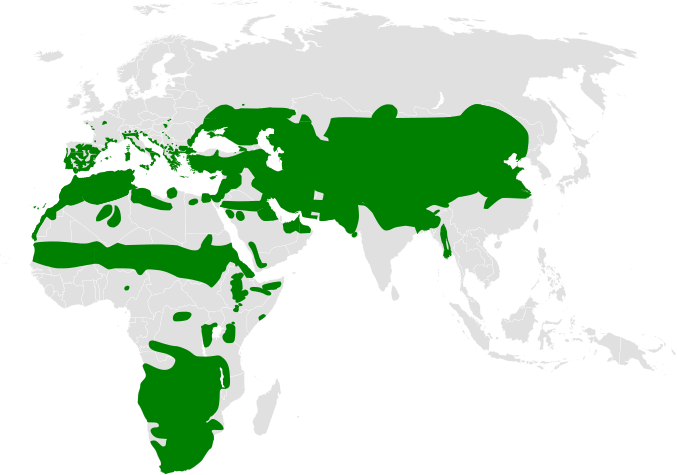
Verbreitungskarte der Gattung Calandrella bei traditioneller Zuordnung der Arten

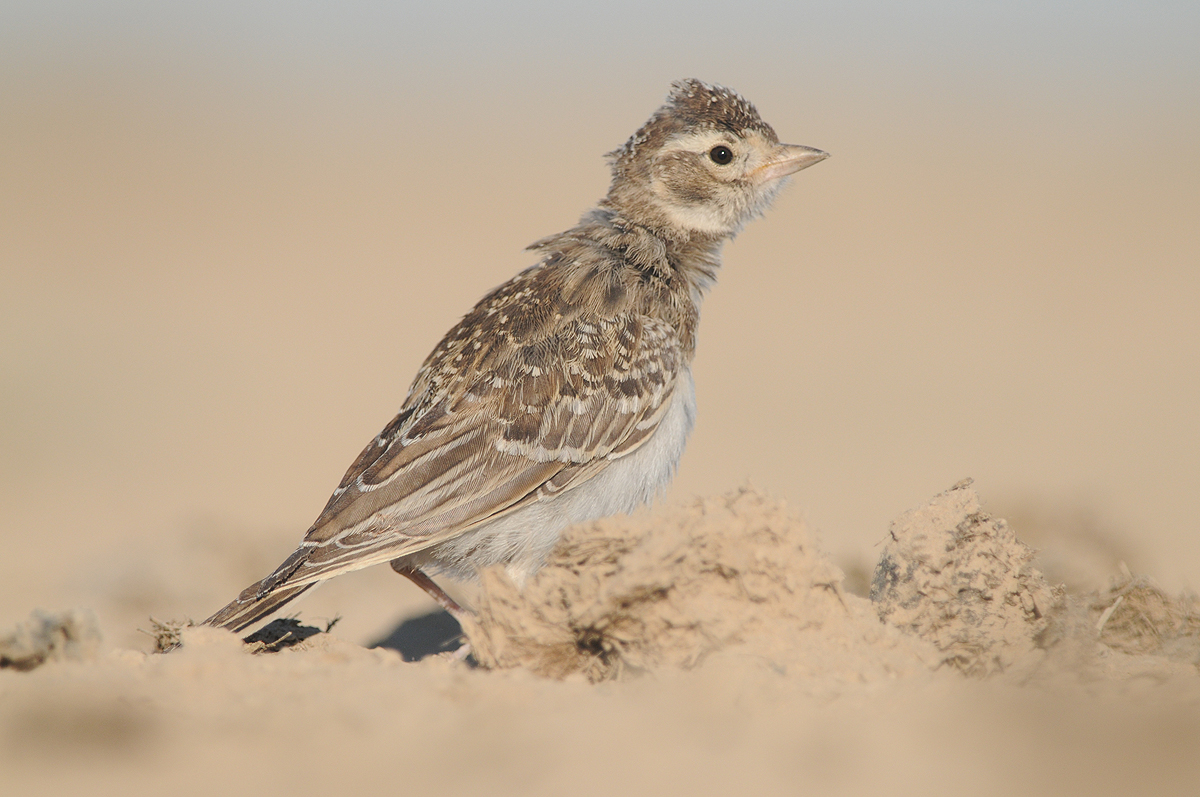
Kurzzehenlerche

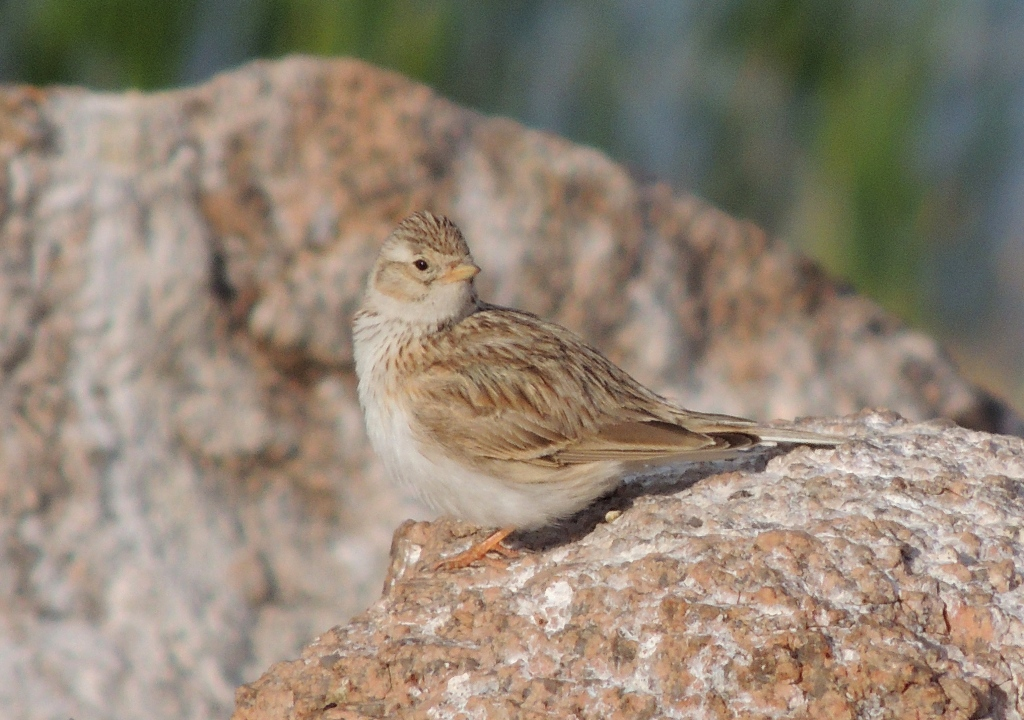
Salzlerche

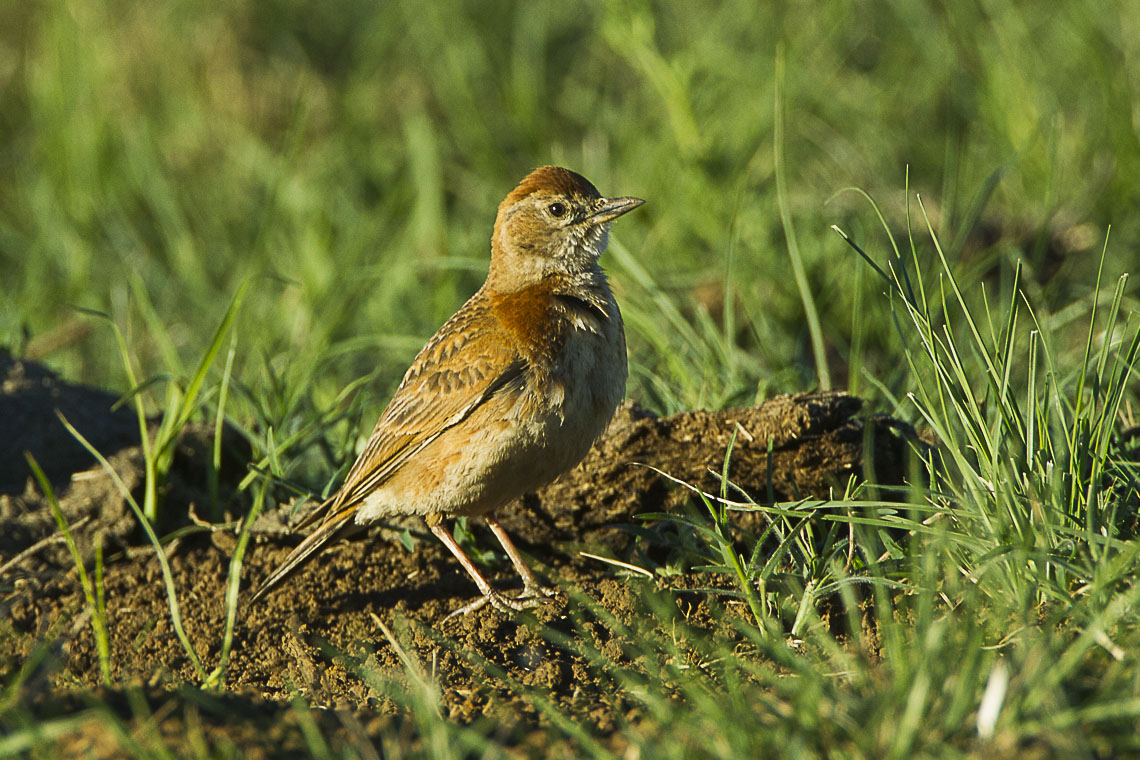
Rotkappenlerche

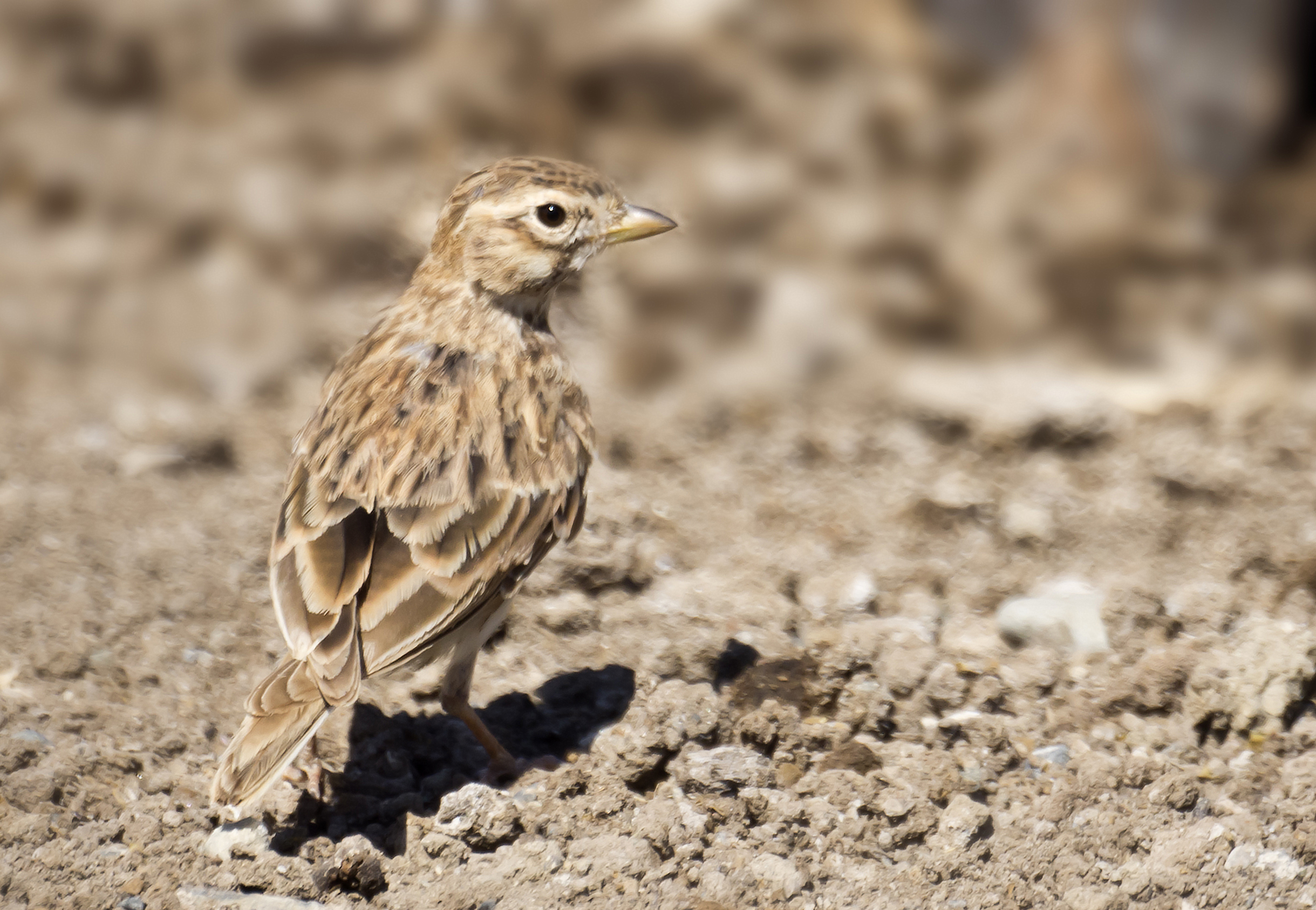
Stummellerche

Traditionell werden die folgenden 11 Arten zur Gattung Calandrella gerechnet:
- Tibetlerche (Calandrella acutirostris Hume, 1873)
- Kenialerche (Calancrella athensis (Sharpe, 1900))
- Blanfordlerche (Calandrella blanfordi (Shelley, 1902)) mit den Unterarten
  - C. b. blanfordi (Shelley, 1902) – Nominatform
  - Erlangerlerche (C. b. erlangeri (Neumann, 1906))
- Jemenlerche (Calandrella eremica (Reichenow & Peters, JL, 1932)) mit den Unterarten
  - C. e. eremica (Reichenow & Peters, JL, 1932) – Nominatform, kommt im Südwesten der Arabischen Halbinsel vor.
  - C. e. daaroodensis (White, CMN, 1960), kommt im Norden von Somalia vor.
- Kurzzehenlerche (Calandrella brachydactyla (Leisler, 1814)) mit 7 Unterarten
- Salzlerche (Calandrella cheleensis (Swinhoe, 1871)) mit 6 Unterarten
- Rotkappenlerche (Calandrella cinerea (Gmelin, 1789))
- Chinalerche (Calandrella dukhunensis (Sykes, 1832))
- Uferlerche (Calandrella raytal (Blyth, 1845))
- Stummellerche (Calandrella rufescens (Vieillot, 1820)) mit 10 Unterarten
- Halsfleckenlerche (Calandrella somalica (Sharpe, 1895)) mit drei Unterarten

Die Zuordnung einzelner Arten zur Gattung Calandrella unterliegt gerade einer Revision. Im Jahr 2013 haben Per Alström und Kollegen in einer Studie zur Verwandtschaft der Lerchen festgestellt, dass die Gattung Calandrella in der gewöhnlichen Abgrenzung paraphyletisch wäre. Ihren Ergebnissen zufolge besteht Calandrella aus zwei Artengruppen. Für diejenige, die nicht die Typusart Calandrella brachydactyla enthält, reaktivierten sie den alten, bisher als Synonym aufgefassten Gattungsnamen Alaudala Horsfield & Moore, 1856 (Typusart: Calandrella raytal). Demnach wäre die Kenialerche gemeinsam mit der Stummellerche, der Salzlerche, der Halsfleckenlerche und Uferlerche in diese Gattung zu transferieren. Diese Änderung wurde vielfach bereits übernommen. Eine neuere Studie von 2016 fand allerdings eine instabile Phylogenie und ließ Zweifel an der Monophylie einiger Arten aufkommen.
Sollte sich die Zuordnung von Per Alström und Kollegen durchsetzen, führt dies zu folgender Aufteilung:
- Tibetlerche (Calandrella acutirostris)
- Blanfordlerche (Calandrella blanfordi)
- Jemenlerche (Calandrella eremica)
- Kurzzehenlerche (Calandrella brachydactyla)
- Rotkappenlerche (Calandrella cinerea)
- Chinalerche (Calandrella dukhunensis)

In der neu geschaffenen Gattung Alaudala finden sich:
- Kenialerche (Alaudala athensis)
- Salzlerche (Alaudala cheleensis)
- Uferlerche (Alaudala raytal)
- Stummellerche (Alaudala rufescens)
- Halsfleckenlerche (Alaudala somalica)

## Verbreitungsgebiet
Unabhängig von der – wie oben beschriebenen – strittigen Zuordnung einzelner Arten ist das Verbreitungsgebiet der Gattung Calandrella sehr groß. Es reicht vom Süden Afrikas bis nach Zentralasien.

## Lebensweise
Wie alle Lerchen sind auch die Calandrella-Arten Bodenbrüter. Die Nahrung besteht aus Insekten und Sämereien.